# بيلار باربوسا
بيلار باربوسا (بالإنجليزية: Pilar Barbosa)‏ هي كاتِبة ومؤرخة أمريكية، ولدت في 4 يوليو 1898 في بايامون في الولايات المتحدة، وتوفيت في 22 يناير 1997 في سان خوان في بورتوريكو.